# Blut & Eisen Productions
Blut & Eisen Productions ist ein 2001 gegründetes deutsches Musiklabel aus dem thüringischen Nordhausen. Es ist auf Black Metal und Schallplattenproduktionen spezialisiert und kooperiert eng mit W.T.C. Productions.
Das Label wird mit dem Rechtsextremismus assoziiert und dem National-Socialist-Black-Metal-Spektrum zugerechnet. Nicht alle Bands des Labels gelten als rechtsextremistisch.

## Bands, die unter dem Label veröffentlichten
- Akerbeltz
- Angantyr
- Arckanum
- Azaghal
- Barshasketh
- Behexen
- Bloodline
- Den Saakaldte
- Enslaved
- Eternity
- Eternum
- Forgotten Tomb
- Funeral Throne
- Glorior Belli
- Grav
- Grift
- Hädanfärd
- Hate Forest
- Heldentum
- Hellfucked
- Hinsidig
- Horna
- Kadotus
- Kirkebrann
- Kvlt of Hiob
- Lifelover
- LIK
- Limbonic Art
- Luror
- Musta Surma
- Myrkraverk
- Nocternity
- Nyktalgia
- Paragon Impure
- Prevalent Resistance
- Sarath
- Sarcophagus
- Shining
- Sortsind
- Striges
- Svartsyn
- Svikt
- The True Frost
- Throne of Katarsis
- Void of Silence
- Vornat
- Wolfsmond